# Hallfred vandrädaskalds saga
Hallfred vandrädaskalds saga (isl. Hallfreðar saga vandræðaskálds eller Hallfreðar saga) är en av islänningasagorna. Vandræðaskáld betyder "besvärlig skald". Hallfred Ottarsson var en isländsk poet som levde runt år 1000. Sagan har vissa likheter med sagor om andra poeter, såsom Kormak Ögmundarsons saga och Gunnlaug Ormstungas saga, men i Hallfred vandrädaskalds saga läggs det mindre vikt vid skaldens romantiska relationer.

## Handling
Hallfred Ottarsson är en historisk person, som var en av Islands största diktare. Han skrev såväl kungadrapor som nidvisor och kärleksdikter. Hans storhetstid inträffade mellan hans första färd till Norge 986 och hans återkomst till Island år 1000.
Sagan uppehåller sig vid Hallfreds omvändelse från att vara heden till att bli kristen, samt om hans relationer till kung Olav Tryggvason och andra norska kungar.
I sagan citeras 28 visor av Hallfred. Dessutom nämns att han diktat en rad furstekväden, bl.a. till Erik Håkonsson, Olav Tryggvason (Stiklastadsdrapan) och till Håkon Sigurdsson.

## Tillkomst, manuskript och översättning
Sagan skrevs under första hälften av 1200-talet. Den finns i sin helhet endast bevarad i Möðruvallabók (AM 132 fol.). För övrigt finns den i flera handskrifter som är del av Olav Tryggvasons saga, bl.a. i Flatöboken. Sagan trycktes först i Skálholt år 1689.
Sagan är översatt till svenska av Åke Ohlmarks (1964).